# Rivière Matamec
Der Rivière Matamec ist ein ca. 67 km langer Fluss in der Verwaltungsregion Côte-Nord in der kanadischen Provinz Québec.

## Flusslauf
Der Rivière Matamec hat seinen Ursprung östlich des Lac Cacaoni auf einer Höhe von 610 m. Er fließt in südlicher Richtung durch die MRC Sept-Îles zum Sankt-Lorenz-Golf. Der Fluss durchfließt das Schutzgebiet Réserve écologique de la Matamec, den See Lac Matamec und nimmt kurz vor seiner Mündung in die Baie de Moisie östlich von Matamec den rechten Nebenfluss Rivière aux Rats Musqués auf. Der Rivière entwässert ein Areal von 684 km². Der mittlere Abfluss unterhalb der Einmündung des Rivière aux Rats Musqués beträgt 19 m³/s. 

## Bilder

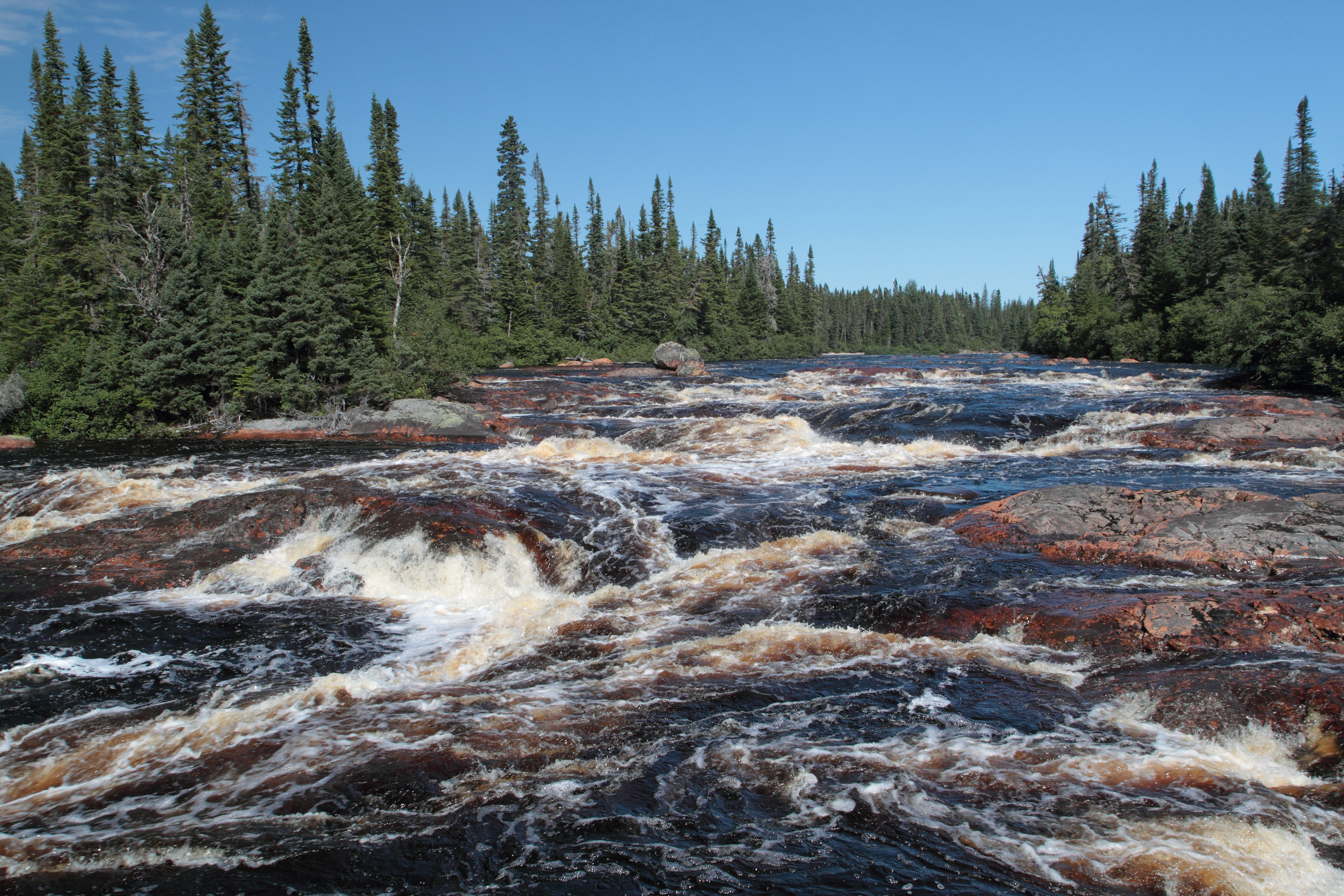
Rivière Matamec oberhalb der Chute Matamec
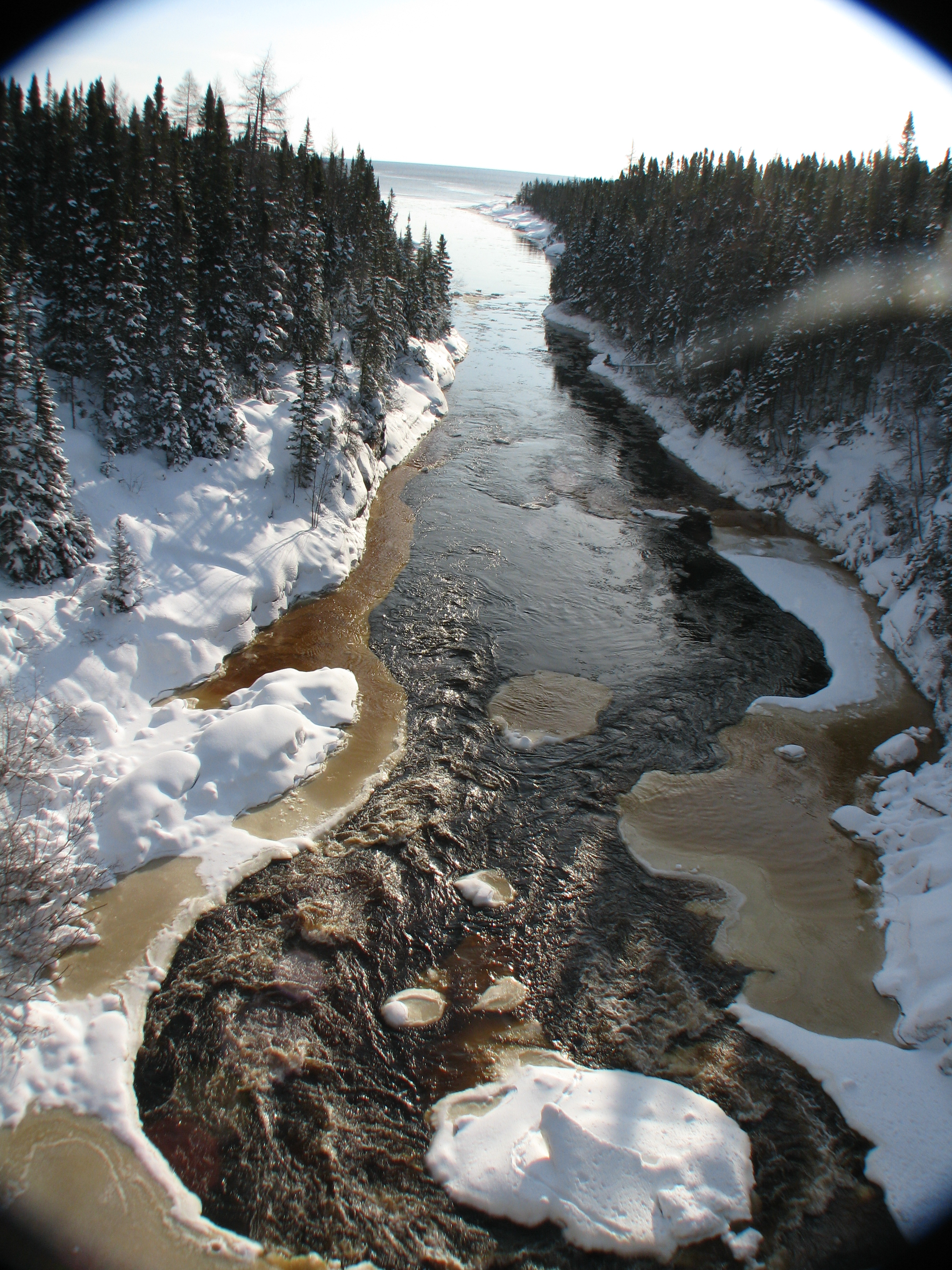
an der Mündung des Rivière Matamec